# Hanjin Heavy Industries
Hanjin Heavy Industry Co. Ltd. je južnokorejsko ladjedelniško podjetje. Podjetje je bilo ustanovljeno leta 1937. Hanjin se ukvarja tudi z gradbeništvom in energetiko
Hanjin proizvaja:
- Kontejnerske ladje
- LNG in LPG tankerje
- Supertankerje
- Ladje za razsuti tovor
- Ladje za polaganje kablov
- Hoverkrafte
- Vojaške ladje